# Аппер-Чичестер Тауншип (округ Делавар, Пенсільванія)
Аппер-Чичестер Тауншип (англ. Upper Chichester Township) — селище (англ. township) в США, в окрузі Делавер штату Пенсільванія. Населення — 16 898 осіб (2020).

## Демографія
Згідно з переписом 2010 року, у селищі мешкало 16 738 осіб у 6684 домогосподарствах у складі 4411 родини. Було 7113 помешкання
Расовий склад населення:
| - 84,0 % — білих - 10,7 % — чорних або афроамериканців - 2,7 % — азіатів - 0,3 % — корінних американців |

До двох чи більше рас належало 1,8 %. Частка іспаномовних становила 2,4 % від усіх жителів.
За віковим діапазоном населення розподілялося таким чином: 20,8 % — особи молодші 18 років, 64,1 % — особи у віці 18—64 років, 15,1 % — особи у віці 65 років та старші. Медіана віку мешканця становила 41,5 року. На 100 осіб жіночої статі у селищі припадало 91,9 чоловіків;  на 100 жінок у віці від 18 років та старших — 89,0 чоловіків також старших 18 років.
Середній дохід на одне домашнє господарство  становив 74 072 долари США (медіана — 60 338), а середній дохід на одну сім'ю — 90 107 доларів (медіана — 77 604). Медіана доходів становила 55 117 доларів для чоловіків та 41 458 доларів для жінок. За межею бідності перебувало 7,7 % осіб, у тому числі 7,6 % дітей у віці до 18 років та 7,3 % осіб у віці 65 років та старших.
Цивільне працевлаштоване населення становило 8382 особи. Основні галузі зайнятості: освіта, охорона здоров'я та соціальна допомога — 21,5 %, роздрібна торгівля — 16,2 %, науковці, спеціалісти, менеджери — 10,5 %, виробництво — 10,3 %.